# Diplazium sundense
Diplazium sundense là một loài dương xỉ trong họ Athyriaceae. Loài này được Hassk. mô tả khoa học đầu tiên năm 1843.
Danh pháp khoa học của loài này chưa được làm sáng tỏ. 